# Nebojša Radmanović
Nebojša Radmanović (Небојша Радмановић, født 1. oktober 1949 i Gračanica, Bosnien-Hercegovina, Jugoslavien) er en Bosnisk-serbisk politiker. Han gik i skole i Banja Luka før han fortsatte sine studier ved det filosofiske fakultet ved universitetet i Beograd. Den 1. oktober 2006 blev han valgt til det roterende præsidentskab for Bosnien-Hercegovina. Der er valg til præsidentskabet hver 4. år, hvilket består af tre poster, der skifter hver 8. måned. Han repræsenterer de bosniske serbere og overtog embedet den 5. november 2006 sammen med den bosniakiske og kroatiske kandidat, som blev valgt på samme tidspunkt, Haris Silajdžić og Željko Komšić. Nebojša Radmanović er medlem af Alliancen af uafhængige socialdemokrater. 